# Холиок, Джордж Якоб
Джордж Якоб Холиок (англ. George Jacob Holyoake; 1817—1906) — английский публицист и деятель рабочего движения, введший в широкое употребление термины «секуляризм» (1851), «джингоизм» и «шовинизм» (1878).

## Биография
Джордж Якоб Холиок родился 13 апреля 1817 года в городе Бирмингеме в рабочей семье, где стал вторым из тринадцати детей. Его отец был бригадиром в литейном цехе, а мать трудилась на фабрике по производству пуговиц. Получив начальное образование, в восемнадцать лет стал посещать Институт механики, где впервые познакомился с трудами Роберта Оуэна, которые во многом определили его дальнейшие политические взгляды и профессию.
Сперва он работал учителем, но из-за политических взглядов его педагогическая карьера потерпела крах.
В 1839 году он женился на Элеонор Вильямс (англ. Eleanor Williams).
Воззрения Д. Холиока, высказанные во многих его сочинениях и в печатном периодическом издании «The Oracle of Reason», исходят из «секуляризма», стремящегося урегулировать жизнь на основах нравственного и научного воспитания, без всякого участия христианской церкви.
Согласно «ЭСБЕ», Джордж Холиок стал последним англичанином, подвергшимся тюремному заключению за атеистические воззрения. Он был осуждён в 1842 году «за богохульство» во время одного из своих выступлений, хотя многие историки сходятся на том, что состав преступления в его речи отсутствовал. Его взгляды вызывали протест у многих английских богословов, в частности, Джеймс Кларк издал весьма резкую брошюру «The Spurious ethics of the skeptical philosophy» в ответ на «Логику жизни» Холиока.
Холиок отдал немало сил для развития рабочего кооперативного движения. Его книга «History of cooperation in Rochdale» (1872) дала толчок возникновению в течение двух лет около 250 рабочих кооперативных товариществ и была переведена на многие европейские языки. Ещё один фундаментальный труд по кооперативной тематике озаглавленный автором «History of cooperation in England» был издан в Лондоне в 1875—1879 гг. (2-е издание 1885 год).
Джордж Якоб Холиок умер в январе 1906 года в Брайтоне.

## Избранная библиография
- The History of the Last Trial by Jury for Atheism in England
- A New Defence of the Ballot in Consequence of Mr. Mill's Objections to it (1868)
- The Principles of Secularism Illustrated ... (1871)
- The Limits of Atheism. Or, Why Should Sceptics be Outlaws (1874)
- The History of Co-operation in England: Its Literature and Its Advocates (1879)
- Among the Americans: And A Stranger in America (1881)
- Travels in Search of a Settler's Guide-book of America and Canada (1884)
- Life of Joseph Rayner Stephens, Preacher and Political Orator (1881)
- Self-Help One Hundred Years Ago
- The Co-operative Movement of To-Day
- Sixty Years of an Agitator's Life (1893).
- The history of the Rochdale Pioneers, 1844-1892 (1900)
- Bygones Worth Remembering (1905) in 2 vols.